# Jean Raspail
Pour les articles homonymes, voir Raspail.
Jean Raspail, né le 5 juillet 1925 à Chemillé-sur-Dême (Indre-et-Loire) et mort le 13 juin 2020 à Paris, est un écrivain et explorateur français.
Ses romans portent principalement sur des personnages historiques, des explorations et des peuples autochtones. Il est lauréat du Grand prix du roman de l'Académie française pour Moi, Antoine de Tounens, roi de Patagonie, publié en 1981. Consul général autoproclamé de Patagonie, il voit dans ce royaume imaginaire une terre de rêve et de liberté, une « patrie de rechange », dont nombre de ses lecteurs lui demanderont la nationalité.
Il est principalement connu, tant en France qu'à l'étranger, pour son roman dystopique Le Camp des saints, publié en 1973, qui décrit une submersion de la civilisation occidentale, la France en particulier, par une immigration massive venue du tiers monde. Le livre connaît un succès initial modeste mais devenant progressivement important. Controversé, ce roman est qualifié de visionnaire par une partie de ses lecteurs et par l'extrême droite.
Il reçoit en 2003 le Grand prix de littérature de l'Académie française pour l'ensemble de son œuvre.

## Biographie

### Origines
Fils d'Octave Raspail, officier puis président des Grands moulins de Corbeil et directeur général des mines de la Sarre, et de Marguerite Chaix, Jean Raspail fait ses études au collège Saint-Jean-de-Passy, à Paris, où il est élève de Marcel Jouhandeau, puis à l'Institution Sainte-Marie d'Antony, pour enfin aller à l'École des Roches à Verneuil-sur-Avre (Prairie-Colline 1936-1940). 

### Explorateur et défenseur des causes perdues
Pendant ses vingt premières années de carrière, il court le monde à la découverte de populations menacées par la confrontation avec la modernité. Il est marqué par le scoutisme qu'il a connu jeune, et son premier voyage, en 1949, l'emmène en canoë de Québec à La Nouvelle-Orléans, sur les traces du père Marquette. Il rallie ensuite la Terre de Feu à l'Alaska en automobile (du 25 septembre 1951 au 8 mai 1952) puis dirige une expédition française sur les traces des Incas en 1954, avant de passer une année entière au Japon en 1956.

### Le Camp des saints
La vocation d'écrivain taraude Jean Raspail dès le lycée, mais la lecture de son premier roman de jeunesse, jugé négativement par l'académicien André François-Poncet, ami de son père, lui fait prendre conscience « qu'il n'[a] pas assez vécu pour créer un monde littéraire ». Jusqu'en 1973, il écrit donc presque exclusivement des récits de voyage et des articles de journaux.
En 1973, Jean Raspail revient au roman et écrit son œuvre phare, Le Camp des saints, dans lequel il décrit la submersion de la France par l'échouage sur la Côte d'Azur d'une flotte de bateaux en ruine venue d'Inde, chargée d’immigrés. Le roman sera traduit en anglais (1975, puis quatre rééditions), en espagnol (1975), en portugais (1977), en allemand (trad. part. 1985, trad. complète et autorisée 2015), en italien (1998), en polonais (2006), en tchèque (2010) et en néerlandais (2015),.
Ce livre est le plus grand succès de l'auteur. Édité en 1973, ce roman est un succès progressif, et atteint 40 000 ventes en 1975. Il devient un des grands succès des ventes dans les années 1980. Accueilli favorablement à cette époque par des critiques littéraires de droite, il sera qualifié par plusieurs de prophétique. En février 2011, le roman est réédité avec une nouvelle préface, titrée Big Other.
Ce livre est considéré par certains critiques comme raciste et influencé par les thèses de la Nouvelle droite ; c'est un livre de référence pour l'extrême droite française, qui considère que l'ouvrage est « visionnaire »,,. Il est très populaire chez les nationalistes blancs américains à partir de 2011.
En 2015, Marine Le Pen invite « les Français à lire ou relire Le Camp des saints ». À la mort de l'auteur, elle déplore « une immense perte pour la famille nationale », l'appelant « le Prophète ». Jean Raspail a également été qualifié de « prophète » à la une de Valeurs actuelles pour ce roman.

### Le royaume de Patagonie
Plusieurs de ses romans évoquent la Patagonie, à travers l'histoire de la véritable revendication du royaume d'Araucanie et de Patagonie par Orélie-Antoine de Tounens, avoué de Périgueux, dans la seconde moitié du XIXe, tout autant que dans l'évocation de l'histoire et du destin de ces régions du bout du monde, notamment dans Qui se souvient des hommes... En 1981, il se proclame consul général de Patagonie, ultime représentant du royaume d'Orélie-Antoine Ier.
Cette œuvre romanesque a donné naissance à un royaume imaginaire, une « patrie de rechange », qui a son drapeau (bleu, blanc et vert) et son hymne national. Selon Jean Raspail, c'est « une seconde patrie, la patrie refuge de ceux qui croient à la transcendance, à la nécessité d’exhausser ses pensées », dont se revendiquent aujourd’hui[Quand ?] environ 5 000 personnes, parmi lesquelles André Frossard, l'amiral Édouard Guillaud, Didier Decoin, Michel Déon, Jean-Laurent Cochet ou Michel-Édouard Leclerc.
À ce propos, il assure mener le « jeu du roi », équilibre entre sérieux et autodérision.

### Candidature à l'Académie française
En 2000, il se porte candidat à l'Académie française au fauteuil laissé vacant par la mort de Jean Guitton : à l'élection du 22 juin, il recueille 11 voix aux trois tours de scrutin, contre 6, 3 et 3 pour Max Gallo, 4, 5 et 5 pour Charles Dédéyan, et aucune pour Henri Amoroso ni pour Georges Losfeld, ce qui ne lui permet pas d'obtenir la majorité des 15 voix requises pour être élu.

### Distinctions

#### Décoration
- Officier de la Légion d'honneur, 2004 (chevalier en 1995)

#### Prix pour l'ensemble de son œuvre
- Prix Jean-Walter de l'Académie française pour l'ensemble de son œuvre, 1970[24]
- Prix des intellectuels indépendants, 2002
- Grand prix de littérature de l'Académie française, 2003
- Prix Daudet, 2004
- Prix Combourg, 2008[25]

### Mort

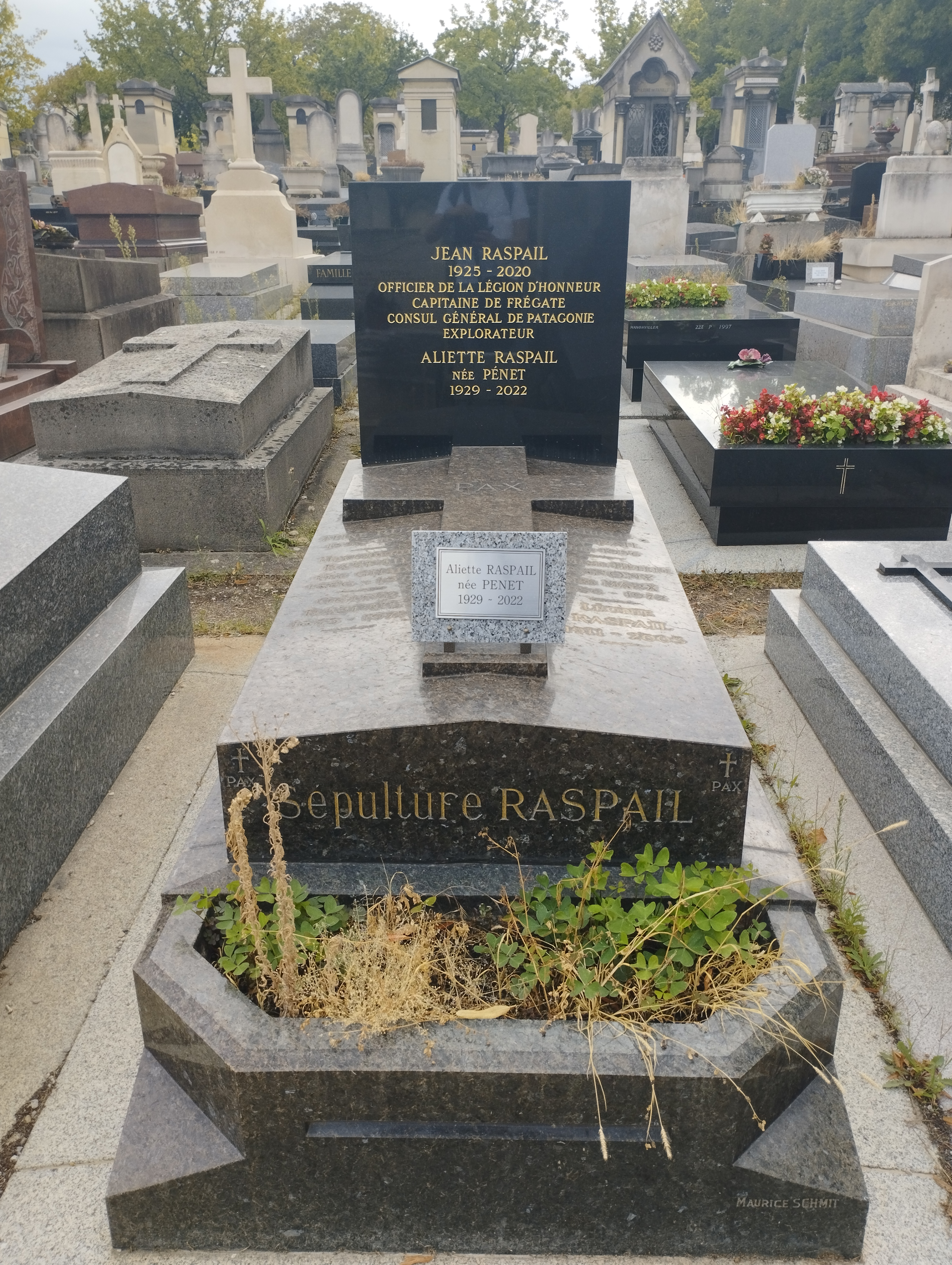
Tombe de Jean Raspail au cimetière du Montparnasse (division 7).

Il meurt le 13 juin 2020 à l'hôpital parisien Henry-Dunant à l'âge de 94 ans. Ses funérailles sont célébrées le 17 juin en l'église Saint-Roch, en présence de centaines de personnes, parmi lesquelles le comte de Paris, le prince de Bourbon-Parme, le colonel Jacques Hogard, représentant officiel du prince Louis de Bourbon, les personnalités politiques Philippe de Villiers et Marion Maréchal, les historiens Jean Sévillia et Bernard Lugan, les journalistes Étienne de Montety, Laurent Dandrieu et Charlotte d'Ornellas, l'amiral Édouard Guillaud et l'écrivain Sylvain Tesson,. Son cercueil est recouvert du drapeau patagon. Les funérailles sont suivies de l'inhumation dans le caveau familial du cimetière du Montparnasse (division 7).
Aliette Raspail, épouse de l'écrivain, meurt le 11 janvier 2022, à l'âge de 92 ans. Ses obsèques sont célébrées le 21 janvier, en l’église Saint-Roch.

## Prises de position
Son catholicisme traditionnel (en dépit de rapports complexes avec la foi) sert d'inspiration pour beaucoup de ses œuvres utopiques, dans lesquelles les idéologies du communisme et du libéralisme sont vouées à l'échec, et une monarchie catholique est rétablie. Dans le roman Sire paru en 1991, un roi français est couronné à Reims en février 1999, Philippe Pharamond de Bourbon, âgé de 18 ans, descendant direct des derniers rois de France. En 1992, il crée le Comité pour la commémoration de la mort de Louis XVI.
Il soutient la création du Parti des forces nouvelles en 1973. Deux ans plus tard, il figure à son comité directeur et collabore à sa revue, Initiative nationale.
Il appartient au comité d'honneur du Cercle national Jeanne-d'Arc, affilié au Front national.
Il s'associe en 2012 au projet « Notre antenne », porté par Gilles Arnaud et Philippe Milliau, qui donne naissance en 2014 à TV Libertés.
En 2013, il figure comme membre « pour l'honneur » de Secours de France, association créée en 1961 en soutien aux détenus de l'OAS, et qui est alors proche de l'association ICHTUS.

## Œuvres
- Jean Raspail et Philippe Andrieu, Terre de Feu Alaska : L'expédition automobile de l'équipe marquette, Paris, Julliard, coll. « La croix du sud », 1952.
- Terres et Peuples Incas : Équipe marquette 1954, Paris, Julliard, coll. « La croix du sud », 1955.
- Le Vent des Pins : Matsukazé, Paris, Julliard, 1958.Réédition chez Julliard, Paris, 1970, sous le titre Bienvenue Honorables Visiteurs (retraduction du titre sous lequel il a été publié en anglais).Réédition chez Sept Cavaliers, Paris, octobre 2024 (illustré par Emma La Maôve), 280 p. (ISBN 978-2-9595021-0-1).
- Terres saintes et profanes, Paris, Connaissance du monde, 1960.Réédition chez Via Romana, Le Chesnay, septembre 2017, 141 p. (ISBN 978-2-37271-083-1), [présentation en ligne].
- Les Veuves de Santiago, Paris, Éditions Julliard, 1962.Réédition chez Via Romana, Le Chesnay, octobre 2010 (préf. d'Anne Brassié, illustré par Yann Méot), 260 p. (ISBN 978-2-916727-79-0).
- Jean et Aliette Raspail, Hong-Kong, Chine en sursis, Paris, Connaissance du monde, 1963.
- Secouons le cocotier, t. 1 : Les Antilles... un peu, beaucoup, à la folie, pas du tout, Paris, Robert Laffont, 1966 (réimpr. 1970), 274 p..Réédition avec le sous-titre Les Antilles... un peu, à la folie, pas du tout chez Via Romana, Le Chesnay, septembre 2012, 246 p. (ISBN 979-10-90029-36-1), [présentation en ligne].
- Secouons le cocotier, t. 2 : Punch Caraïbe, Paris, Robert Laffont, 1970 (réimpr. 1978), 296 p..Réédition chez Robert Laffont, Paris, 1973 (réimp. 1985) en un seul tome avec le sous-titre Mes libres voyages aux Antilles et aux îles de la mer Caraïbe.
- Le Tam-Tam de Jonathan : Histoires exemplaires, Paris, Robert Laffont, 1971 (réimpr. 1995).Réédition sans le sous-titre.
- L'Armada de la dernière chance, 1972, pièce de théâtre radiophonique inspirée du Camp des saints.
- Le Camp des saints, Paris, Robert Laffont, 1973 (réimpr. 1978, 1982, 2002, 2011).En poche chez LDP, Paris, 1981 et chez J'ai lu, Paris, 1989.Réédition précédée de Big Other chez Robert Laffont, Paris, février 2011, 396 p. (ISBN 978-2-221-12396-6), [présentation en ligne]. T. S. Eliot Award, Chicago, 1997[40].
- La Hache des steppes, Paris, Robert Laffont, 1974 (réimpr. 1992).Rééditon chez Via Romana, Le Chesnay, janvier 2016, 256 p. (ISBN 978-2-37271-030-5), [présentation en ligne].
- Journal Peau-Rouge : Mes libres voyages dans les réserves indiennes des États-Unis d'Amérique, Robert Laffont, 1975, 253 p..Réédition chez Guy Trédaniel, coll. « Pages de garde », Paris, décembre 1999, 256 p. (ISBN 978-2-84445-106-4), [présentation en ligne].Réédition chez Atelier Fol'fer, coll. « Go West », Paris, 2011, 252 p. (ISBN 978-2-35791-029-4).
- Aliette et Jean Raspail, Nuage Blanc et les Peaux-Rouges d'aujourd'hui, Paris, Fernand Nathan, coll. « Des enfants et des animaux », 1975.Réédition chez Via Romana, Le Chesnay, septembre 2017, 28 p. (ISBN 978-2-37271-093-0), [présentation en ligne].
- Le jeu du roi, Paris, Robert Laffont, 1976 (réimpr. 2016), 360 p. (ISBN 978-2-221-10133-9, présentation en ligne).En poche chez J'ai lu, Paris, 2001.
- Boulevard Raspail : Chroniques, Paris, SPL - Société de production littéraire, 1977, 189 p..
- Aliette Raspail (photographies), Les Peaux-rouges aujourd'hui, Paris, Flammarion, 1978.Réédition chez Flammarion, coll. « L'Odyssée », Paris, 2008.
- Septentrion, Paris, Robert Laffont, 1979 (réimpr. 2007), 414 p. (ISBN 978-2-221-10865-9, présentation en ligne).
- Bleu caraïbe et citrons verts : Mes derniers voyages aux Antilles, Paris, Robert Laffont, 1980, 157 p..Réédition sans le sous-titre chez Via Romana, Le Chesnay, mai 2014, 166 p. (ISBN 979-10-90029-75-0), [présentation en ligne].
- Les Antilles, d'île en île : Grands horizons, Paris, Fernand Nathan, 1980, 95 p. (ISBN 978-2-09-285350-4).
- Moi, Antoine de Tounens, roi de Patagonie, Paris, Albin Michel, mai 1981, 316 p. (ISBN 978-2-226-01139-8, présentation en ligne). Grand prix du roman de l'Académie française 1981[41].En poche chez LDP, Paris, 1982  (ISBN 978-2-253-03043-0).En poche chez J'ai lu, Paris, 1995  (ISBN 978-2-277-22595-9).
- Les Hussards : histoires exemplaires, Paris, Robert Laffont, 1982 (ISBN 978-2-221-00867-6).
- Les Yeux d'Irène, Paris, Albin Michel, 1984 (réimpr. 2018), 316 p. (ISBN 978-2-226-39573-3).En poche chez J'ai lu, Paris, 1986, 317 p. (ISBN 978-2-277-22037-4).
- Le Président, Paris, Mercure de France, 1985, 280 p. (ISBN 978-2-7152-1359-3).En poche chez Gallimard, coll. « Folio », no 1936, Paris, 1988, 288 p. (ISBN 978-2-07-037936-1).Réédition chez Albin Michel, Paris, 2002, 280 p. (ISBN 978-2-226-13155-3).En poche chez LDP, no 30063, Paris, mars 2004, 288 p. (ISBN 978-2-253-07268-3).
- Qui se souvient des Hommes..., Paris, Robert Laffont, septembre 1986, 285 p. (ISBN 978-2-221-04559-6). Prix Chateaubriand 1986[42].
Prix du Livre Inter 1987[43],[44].
Prix Charles-Oulmont 1987[45].
Prix Gutenberg 1987[45].En poche chez J'ai lu, no 2344, Paris, avril 2000, 248 p. (ISBN 978-2-290-30571-3).En poche chez J'ai lu, Paris, mars 2001, 256 p. (ISBN 978-2-277-22344-3).Réédition chez Robert Laffont, Paris, juillet 2001, 294 p. (ISBN 978-2-221-09517-1) [présentation en ligne].
- L'Île bleue, Paris, Robert Laffont, septembre 1988, 244 p. (ISBN 978-2-221-05659-2).En poche chez J'ai lu, Paris, janvier 1990, 253 p. (ISBN 978-2-277-22843-1).Réédition chez Robert Laffont, Paris, avec le sous-titre Juin 1940, août 2016, 266 p. (ISBN 978-2-221-19576-5) [présentation en ligne].
- Pêcheur de lunes : Qui se souvient des hommes..., Paris, Robert Laffont, 1990, 291 p. (ISBN 978-2-221-06672-0).En poche chez J'ai lu, Paris, 1995  (ISBN 978-2-277-23087-8).
- Sire, Paris, Éditions de Fallois, août 1991 (réimpr. octobre 2001), 279 p. (ISBN 978-2-87706-130-8). Grand prix du roman de la Ville de Paris 1992[42].
Prix Alfred de Vigny 1992[42].En poche chez LDP, no 9562, Paris, janvier 1993, 288 p. (ISBN 978-2-253-06233-2) [présentation en ligne].Réédition chez Éditions du Rocher, Monaco, avril 1997, 280 p. (ISBN 978-2-268-02588-9) [présentation en ligne].
- Aliette et Jean Raspail, Vive Venise, Paris, Solar, décembre 1992, 156 p. (ISBN 978-2-263-02021-6).
- Sept cavaliers quittèrent la ville au crépuscule par la porte de l'Ouest qui n'était plus gardée, Paris, Robert Laffont, février 1993 (ISBN 978-2-221-07536-4) (communément appelé Sept cavaliers…). Prix Renaissance des lettres 1993[46].En poche chez LDP, no 13574, Paris, septembre 1994  (ISBN 978-2-253-13574-6).Réédition chez Robert Laffont, Paris, 2003, 224 p. (ISBN 978-2-221-10007-3).
- L'Anneau du pêcheur, Paris, Albin Michel, janvier 1995, 422 p. (ISBN 978-2-226-07590-1, présentation en ligne). Prix Maison de la Presse 1995[47].
Prix Prince-Pierre-de-Monaco 1996[47].En poche chez LDP, Paris, février 1997, 320 p. (ISBN 978-2-253-14089-4) [présentation en ligne].Réédition chez Albin Michel, Paris, novembre 2019, 416 p. (ISBN 978-2-226-44636-7) [présentation en ligne].
- Hurrah Zara !, Paris, Albin Michel, mars 1998, 368 p. (ISBN 978-2-226-10008-5). Grand prix littéraire Jacques-Audiberti de la Ville d’Antibes 1999[48].En poche chez LDP, no 14930, Paris, octobre 2000, 348 p. (ISBN 978-2-253-14930-9).Réédition chez Albin Michel, Paris, novembre 2019, sous le titre Les Pikkendorff, 368 p. (ISBN 978-2-226-44635-0) [présentation en ligne].
- Le Roi au-delà de la mer, Paris, Albin Michel, janvier 2000, 192 p. (ISBN 978-2-226-11431-0, présentation en ligne).En poche chez LDP, no 15349, Paris, octobre 2002, 186 p. (ISBN 978-2-253-15349-8).Réédition chez Via Romana, Le Chesnay, septembre 2019, 172 p. (ISBN 978-2-37271-130-2) [présentation en ligne].
- Adiós, Tierra del Fuego, Paris, Albin Michel, février 2001 (réimpr. février 2004), 400 p. (ISBN 978-2-226-12154-7, présentation en ligne). Grand prix Jean-Giono 2001[45].En poche chez LDP, no 5412, Paris, janvier 2003, 340 p. (ISBN 978-2-253-15412-9).
- Le Son des tambours sur la neige et autres nouvelles d'ailleurs, Paris, Robert Laffont, février 2002, 252 p. (ISBN 978-2-221-09589-8), composé de :
  - La passation de pouvoir ;
  - Tombeau d'un garde suisse ;
  - Le son des tambours sur la neige ;
  - Les hussards de Katlinka ;
  - Une étrange exploration dans la forêt africaine en l'an 2110... ;
  - Athaulf le Wisigoth.
- Les Royaumes de Borée, Paris, Albin Michel, mars 2003, 360 p. (ISBN 978-2-226-13697-8, présentation en ligne), roman dont il a également scénarisé l'adaptation en bande dessinée (Le Royaume de Borée, 2011-2014). Prix Jules-Verne de l'Académie de Bretagne 2004[49].En poche chez LDP, no 30335, Paris, mars 2005, 346 p. (ISBN 978-2-253-11345-4).
- En canot sur les chemins d'eau du Roi : Une aventure en Amérique, Paris, Albin Michel, novembre 2005, 352 p. (ISBN 978-2-226-16824-5, présentation en ligne). Prix littéraire Salon Nautique – Le Point 2006[50].
Prix littéraire de l'armée de terre - Erwan Bergot 2006[50].
Grand prix des explorations et voyages de découverte de la Société de géographie 2007.En poche chez LDP, no 31154, Paris, novembre 2008, 352 p. (ISBN 978-2-253-12404-7) [présentation en ligne].
- Alain Sanders et Jean Raspail (préf. Reynald Secher), Armand de La Rouërie : L'« autre héros » des Deux Nations, Paris, Atelier Fol'Fer, coll. « Xénophon », février 2013, 332 p. (ISBN 978-2-35791-050-8)
- Là-bas, au loin, si loin... (préf. Sylvain Tesson), Paris, Robert Laffont, coll. « Bouquins », avril 2015, 1184 p. (ISBN 978-2-221-15747-3, présentation en ligne), composé de :
  - Le Jeu du roi ;
  - Moi, Antoine de Tounens, roi de Patagonie ;
  - Qui se souvient des Hommes... ;
  - Septentrion ;
  - Sept cavaliers... ;
  - La Miséricorde (inédit, sorti séparément en 2019).
- La Miséricorde, Sainte-Marguerite-sur-Mer, Éditions des Équateurs, mai 2019, 173 p. (ISBN 978-2-84990-596-8)
- Petits éloges de l'ailleurs (préf. Philippe Hemsen), Paris, Albin Michel, février 2022, 384 p. (ISBN 978-2-226-47047-8, présentation en ligne), recueil posthume de nouvelles et articles.

### Au cinéma ou à la télévision
- Le Roi de Patagonie (1990), mini-série TV dirigée par Georges Campana et Stéphane Kurc[51]
- Le Jeu du roi (1991), film télévisé dirigé par Marc Evans[52]
- L'Île bleue (2001), film télévisé dirigé par Nadine Trintignant[53]

### En bande dessinée
Par Jacques Terpant :
- Sept Cavaliers

1. Le Margrave héréditaire (2008), éditions Robert Laffont puis Delcourt
2. Le Prix du sang (2009), éditions Delcourt
3. Le Pont de Sépharée (2010), éditions Delcourt

- Le Royaume de Borée

1. Oktavius (2011), éditions Delcourt
2. Henrick (2013), éditions Delcourt
3. Tristan (2014), éditions Delcourt

## Hommages
En 2011, Renaud Camus dédie à Jean Raspail, ainsi qu'à Enoch Powell, son livre Le Grand Remplacement.
En 2014, le dessinateur Philippe Francq emprunte les traits de l'écrivain pour le personnage de Mr Banks, qui apparaît dans Chassé-croisé, le dix-neuvième album de la série Largo Winch.
En juin 2020, quelques jours après sa mort, des admirateurs apposent une cinquantaine de plaques éphémères sur le boulevard Raspail à Paris, renommant la voie « boulevard Jean-Raspail ». À Toulouse, la place Raspail est aussi éphémèrement renommée « place Jean-Raspail ».
En juin 2021, l'armateur français Geogas Maritime, spécialisé dans le transport international de GPL, nomme son douzième navire le Jean Raspail. Jacques Boudet, directeur et fils du fondateur du groupe, est un grand admirateur de l'écrivain. Le bâtiment mesure 230 m et comprend 25 membres dont 10 officiers. Il prend la mer le 21 janvier 2022.